# بشت تبه (مقاطعة دالاهو)
بشت‌تبه (بالفارسية: پشت‌تپه) هي قرية تقع في كرمانشاه في إيران. يقدر عدد سكانها بـ 121 نسمة .